# Hans Fromm (Kameramann)

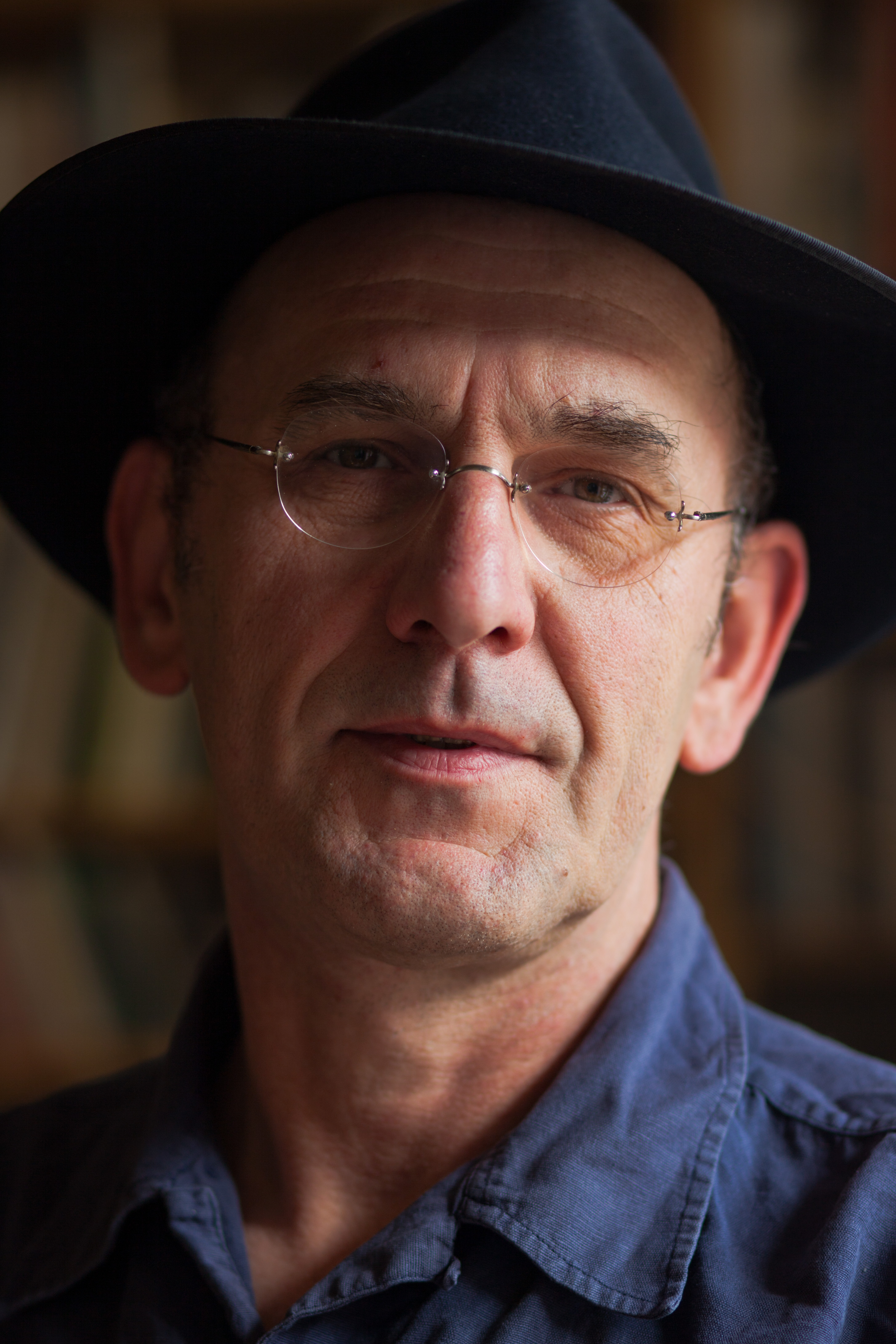
Hans Fromm

Hans Fromm  (* 8. Mai 1961 in München) ist ein deutscher Kameramann.

## Leben
Zwischen 1986 und 1988 absolvierte Fromm ein Studium an der Staatlichen Fachschule für Optik und Fototechnik in Berlin mit der Fachrichtung Kamera. Seit 1989 arbeitet er freiberuflich als Kameramann. 1999 begann er, als Dozent an der Deutschen Film- und Fernsehakademie Berlin und der Filmakademie Baden-Württemberg zu unterrichten.
Hans Fromms Kameraarbeit ist stilbildend für die Bildästhetik der Berliner Schule. Seit dessen Abschlussfilm Pilotinnen (1995) hat Hans Fromm bei allen Filmen von Christian Petzold die Kamera geführt, unter anderem Cuba Libre (1996), Die Beischlafdiebin (1998), Die innere Sicherheit (2000), Toter Mann (2001) Wolfsburg (2003), Gespenster (2005) Yella (2007) Jerichow (2008), Barbara (2012) und Phoenix (2014). Außerdem zeichnet er verantwortlich für die Bildgestaltung bei Jan Ralskes Not A Love Song (1996/97), bei Michael Kliers Farland (2002–2004), bei Vanessa Jopps Meine schöne Bescherung (2007), Ian Diltheys Gefangene (2006), Brigitte Berteles Der Brand (2011) und Grenzgang (2013), Christian Bachs Hirngespinster (2014) sowie diversen Fernsehfilmen, so auch bei zwei Tatorten für den NDR unter der Regie von Angelina Maccarone.
Fromm ist Mitglied im Berufsverband Kinematografie (BVK).

## Auszeichnungen
- 1998:  Nominierung für den Deutschen Kamerapreis für Not A Love Song
- 1999:  Nominierung für den Deutschen Kamerapreis für die beste Kamera beim Deutschen Fernsehpreis 1999 für Die Beischlafdiebin.
- 2003:  Adolf-Grimme-Preis für Toter Mann
- 2003: Nominierung für den Deutschen Kamerapreis und für die beste Kamera beim Deutschen Fernsehpreis für Yella und Barbara war Fromm in der Kategorie „Beste Kamera“ für den Deutschen Filmpreis nominiert.

## Filmografie
- 1986: All Boys und Meer Girls
- 1990: Chronik des Regens
- 1995: Pilotinnen
- 1996: Cuba Libre
- 1997: Not a Lovesong
- 1998: Der Strand von Trouville
- 1998: Die  Beischlafdiebin
- 2000: Die innere Sicherheit
- 2001: Toter Mann
- 2002: Stahlnetz: PSI
- 2004: Farland
- 2003: Wolfsburg
- 2005: Gespenster
- 2006: Gefangene
- 2007: Yella
- 2007: Meine schöne Bescherung
- 2008: Tatort: Erntedank e. V.
- 2008: Jerichow
- 2009: Tatort: Borowski und die Sterne
- 2010: Polizeiruf 110: Zapfenstreich
- 2011: Der Brand
- 2011: Dreileben – Etwas Besseres als den Tod
- 2012: Barbara
- 2013: Grenzgang
- 2014: Hirngespinster
- 2014: The Green Prince
- 2014: Phoenix
- 2015: Polizeiruf 110: Kreise
- 2015: Ellas Entscheidung
- 2016: Polizeiruf 110: Wölfe
- 2018: Transit
- 2018: Polizeiruf 110: Tatorte
- 2020: Undine
- 2022: Kolleginnen – Das böse Kind
- 2023: Roter Himmel
- 2025: Miroirs No. 3